# Synagoga Szymona Friszmana w Łodzi
Synagoga Szymona Friszmana w Łodzi – prywatny dom modlitwy znajdujący się w Łodzi przy ulicy Łagiewnickiej 6.
Synagoga została zbudowana w 1900 roku z inicjatywy Szymona Friszmana. Mogła ona pomieścić 30 osób. Podczas II wojny światowej Niemcy zdewastowali synagogę.